# Jan Hendrik Glazemaker
Jan Hendriksz Glazemaker (1619 – 1682) è stato un traduttore olandese.
Tradusse in olandese quasi 70 libri, principalmente dal latino e dal francese.

## Biografia
Glasemaker era di discendenza mennonita ; la sua data di nascita è quindi sconosciuta. Suo padre Hendrick Jansz van Abcoude morì poco dopo la sua nascita, mentre sua madre Sibbeltie Heijndrix si risposò nel 1625 quando Jan aveva circa cinque anni.
Nel giugno 1642 divenne membro della comunità mennonita fiamminga. Il 27 maggio 1651 ebbe luogo il matrimonio di Jan Hendrixsz Glasemaker con Cathalyntie Cardinaels, figlia del matematico Sybrandt Hansz. Cardinael. La coppia ebbe una figlia, Sibilla, che non si sposò mai.
Glazemaker probabilmente visse e lavorò ad Amsterdam, dove furono pubblicate la maggior parte delle sue traduzioni. Secondo alcune fonti, fu il primo traduttore in olandese la cui principale fonte di sostentamento proveniva da tale attività di traduzione. Mentre la maggior della sua produzione riguardò classici latini, egli fu particolarmente noto per le sue traduzioni degli scritti di René Descartes sia dal francese che dal latino.
Alla fine della sua vita, Glazemaker si interessò anche al commercio di libri. Fu sepolto in un plesso ubicato alla fine del Brouwersgracht, ad Amsterdam.

## Opere
Le prime traduzioni di Glazemaker apparvero nel 1643. A quel tempo traduceva solo dal francese . A metà degli anni Quaranta imparò il latino. Glazemaker continuò a tradurre fino alla sua morte. Alcune traduzioni sono state pubblicate solo postume
Le traduzioni di Glazemaker includono tra l'altro:
- Tito Livio, Romainsche Historien (1646)
- Desiderio Erasmo, Onderwijs tot de ware godgeleertheit (1651)
- Omero, De Iliaden (1654)
- René Descartes, Meditationes de prima philosophia: of bedenkingen van d'eerste wijsbegeerte (1656-1657)
- René Descartes, Redenering om 't beleed, om zijn reden wel te beleiden ende waarheit in de wetenschappen te zoeken (1656)
- René Descartes, Principia philosophiae: of beginselen der wijsbegeerte (1657)
- Mahomets Alkoran (1657) - tradotto da un'edizione francese
- Seneca, De Zedige werken (3 vols., 1658-1661)
- René Descartes, Proeven der wijsbegeerte (1659)
- Desiderius Erasmus, Annotationes of Aanteekeningen op 't Nieuwe Testament (1663)
- Quintus Curtius, Romeinsche Historie (1666)
- René Descartes, Epistolae, a cura di Johannes de Raey (1668)
- John Lyly, De vermaakelijke Historie, Zee- en Land-Reyze van Euphues (1668)
- Jean Puget de la Serre, Thomas Morus, of de Zegepraal des Geloofs en der standvastigheid, treurspel (1668)
- De Heilige Katarina Martelares, treurspel uit het Fransch (1668)
- Beschrijvingen van de Oorlogen in Candia (1671)
- Michel de Montaigne, Alle de Werken van de Heer M. de Montaigne (1674)
- Guido Bentivoglio, Historie der Nederlandsche Oorloghen (1674)